# Tillsammans (film, 1979)
Tillsammans är en svensk kortfilm från 1979 i regi av Jan Halldoff. Den skildrar gemenskapen inom idrotten, främst mellan föräldrar och barn.

## Rollista
- Inger Burman-Svahn - mamma
- Bo Halldoff - pappa
- Anette Nyqvist - Anette
- Jörgen Nyqvist - Jörgen

### Fotnoter
1. ↑  ”Tillsammans”. Svensk Filmdatabas. http://www.sfi.se/sv/svensk-filmdatabas/Item/?type=MOVIE&itemid=27555. Läst 2 juli 2012.